# 坐在草地上的农妇

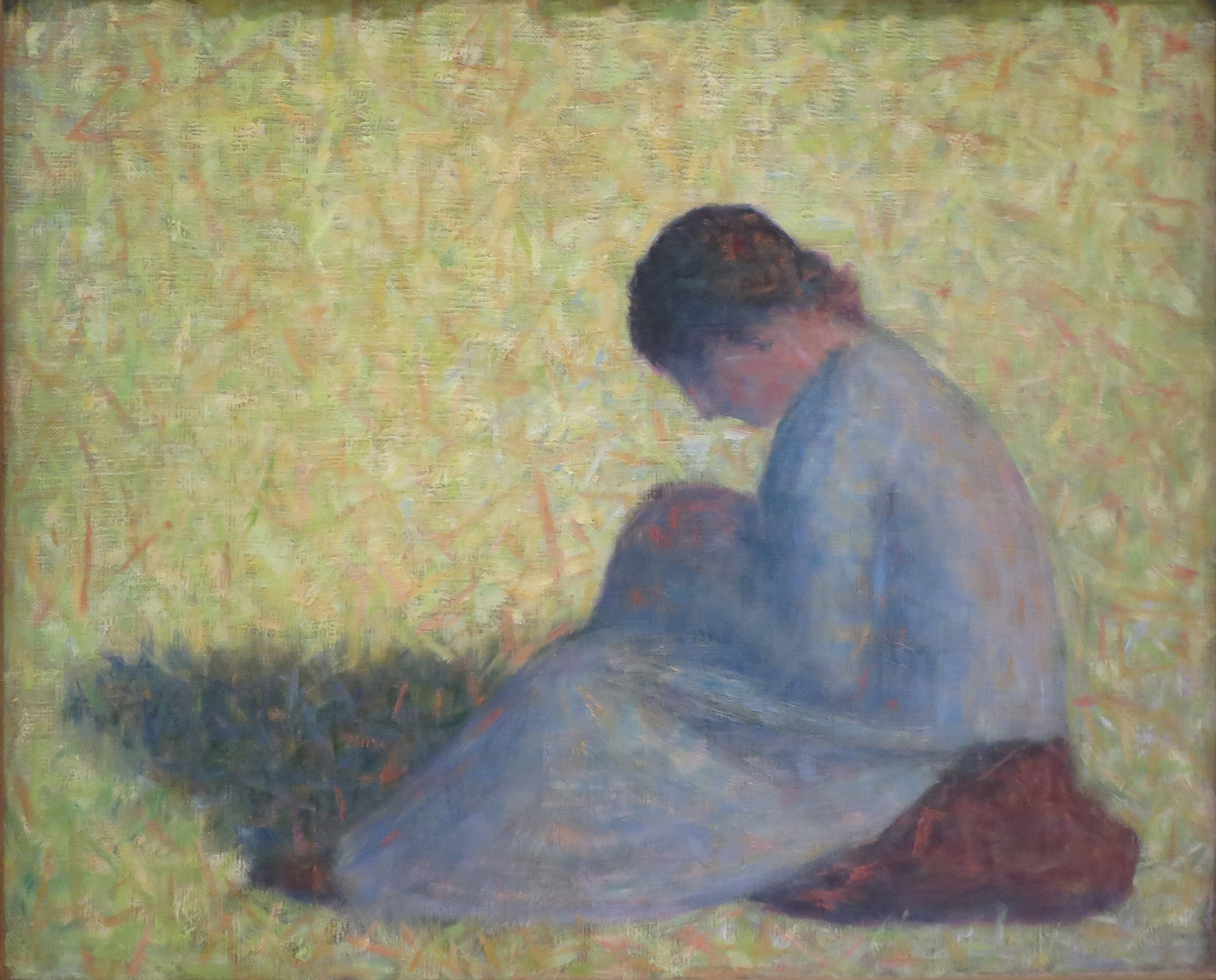

《坐在草地上的农妇》（Paysanne assise dans l'herbe）是法国画家乔治·修拉的一幅风景油画，画幅为38.1厘米乘46.2厘米，绘于1883年。现藏于纽约的所罗门·R·古根海姆美术馆。
画中描绘一个身穿蓝色衣服的农妇，低着头坐在草地上，身后是阳光。深色色调和草坪上明亮、阳光明媚的色调之间形成强烈的色差。